# Allosergestes pectinatus
Allosergestes pectinatus is een tienpotigensoort uit de familie van de Sergestidae. De wetenschappelijke naam van de soort is voor het eerst geldig gepubliceerd in 1920 door Sund.